# Gelves
Gelves település Spanyolországban, Sevilla tartományban. Gelves Sevilla, Dos Hermanas, Palomares del Río, Mairena del Aljarafe, San Juan de Aznalfarache és Bollullos de la Mitación községekkel határos. Lakosainak száma 10 473 fő (2024).

## Népesség
A település népessége az elmúlt években az alábbi módon változott:
| Lakosok száma | 6249 | 7566 | 8540 | 9083 | 9506 | 9688 | 10 051 | 10 184 | 10 317 | 10 473 |
|               | 2001 | 2004 | 2007 | 2009 | 2012 | 2014 | 2017   | 2019   | 2022   | 2024   |